# Forever Neverland
Forever Neverland è il secondo album in studio della cantante danese MØ, pubblicato 19 ottobre 2018 dalla Columbia Records.

## Tracce
1. Intro – 0:45 (Karen Marie Ørsted, Ajay Bhattacharya, Adam Feeney, Kurtis Mckenzie, Michael "Scribz" Riley)
2. Way Down – 3:08 (Karen Marie Ørsted, Ajay Bhattacharya, Cara Salimando, Alexandra Shungudzo Govere, Letter Mbulu, Caiphus Semenya)
3. I Want You – 3:16 (Karen Marie Ørsted, Ajay Bhattacharya, Sarah Aarons)
4. Blur – 3:04 (Karen Marie Ørsted, Ajay Bhattacharya, Kristoffer "Bonn" Fodgelmark, Albin Nedler)
5. Nostalgia – 3:46 (Karen Marie Ørsted, Ajay Bhattacharya, John Hill, Kurtis McKenzie, Michael "Scribz" Riley)
6. Sun in Our Eyes (feat. Diplo) – 3:37 (Karen Marie Ørsted, Thomas Wesley Pentz, John Hill, Henry Allen, Ilsey Juber)
7. Mercy (feat. What So Not) – 3:41 (Karen Marie Ørsted, Christopher Emerson, James Flannigan, Jaramaye Daniels, Georgia Overton)
8. If It's Over (feat. Charli XCX) – 3:39 (Karen Marie Ørsted, Mikkel Eriksen, Tor Hermansen, Charlotte Aitchison, Ross Birchard, Ori Kaplan, Jocelyn Donald)
9. West Hollywood (Interlude) – 1:07 (Karen Marie Ørsted, Ajay Bhattacharya)
10. Beautiful Wreck – 3:49 (Karen Marie Ørsted, Ajay Bhattacharya, Kristoffer  Fodgelmark, Albin Nedler, Madison Love)
11. Red Wine (feat. Empress Of) – 3:22 (Karen Marie Ørsted, Ajay Bhattacharya, Daniel "MantraBeats" Mizrahi, Lorely Rodriguez, Jesus Ferrera)
12. Imaginary Friend – 3:47 (Karen Marie Ørsted, Carlos Montagnese, William Walsh, Jonnali Parmenius)
13. Trying to Be Good – 3:46 (Karen Marie Ørsted, Ajay Bhattacharya)
14. Purple Like the Summer Rain – 4:01 (Karen Marie Ørsted, Ajay Bhattacharya, Adam Feeney, Kurtis McKenzie, Michael "Scribz" Riley)

Tracce bonus nell'edizione giapponese
1. Final Song – 3:55 (Karen Marie Ørsted, Jonnali Parmenius, Uzoechi Emenike)
2. Kamikaze – 3:30 (Karen Marie Ørsted, Thomas Wesley Pentz, Mads Damsgaard Kristiansen, Philip Meckseper, Boaz de Jong)
3. Nights with You – 3:17 (Karen Marie Ørsted, Benjamin Levin, Magnus August Høiberg, Ryan Tedder, Sophie Xeon)